# جاك ويتاكر
جاك ويتاكر (بالإنجليزية: Jack Whittaker) هو شخصية أعمال أمريكي، ولد في 1947 في جامبينغ برانش ‏ في الولايات المتحدة.

## وصلات خارجية
- جاك ويتاكر على موقع إن إن دي بي (الإنجليزية)